# Lesley Bush
Lesley Leigh Bush (Orange, 17 de septiembre de 1947) es una deportista estadounidense que compitió en saltos de plataforma.
Participó en dos Juegos Olímpicos de Verano en los años 1964 y 1968, obteniendo una medalla de oro en Tokio 1964 en la prueba individual. Ganó una medalla de oro en los Juegos Panamericanos de 1967.

## Palmarés internacional
| Juegos Olímpicos     | Juegos Olímpicos  | Juegos Olímpicos | Juegos Olímpicos |
| Año                  | Lugar             | Medalla          | Prueba           |
| -------------------- | ----------------- | ---------------- | ---------------- |
| 1964                 | Tokio (Japón)     | Medalla de oro   | Plataforma 10 m  |
| Juegos Panamericanos |                   |                  |                  |
| Año                  | Lugar             | Medalla          | Prueba           |
| 1967                 | Winnipeg (Canadá) | Medalla de oro   | Plataforma 10 m  |